# Всеукраїнська кооперативна рада
Всеукраїнська кооперативна рада (ВУКОРАДА) — загальна кооперативна організація, заснована декретом Раднаркому УСРР від 31 жовтня 1921 для регулювання кооперативного руху, формування єдиних принципів функціонування різних видів кооперації, скликання кооперативних з'їздів, встановлення зносин з державними органами влади, опрацювання та видання нормативно-регулятивних актів щодо кооперативних товариств. До її складу входили 15 представників центральних кооперативних установ, а сама ВУКОРАДА діяла спочатку при Вукоопспілці, виконуючи директиви Головного кооперативного комітету при РНК УСРР, пленум якого 24 квітня 1922 ухвалив «Положення про Всеукраїнську кооперативну раду» як самостійну кооперативну установу. Від державних структур до ВУКОРАДИ входили В.Затонський, [[В.Качинський]]. Діяла до 2 липня 1924. Функції та завдання ВУКОРАДИ перейшли до Української центральної міжкооперативної ради (створена 14 жовтня 1925).